# Karl Ganser

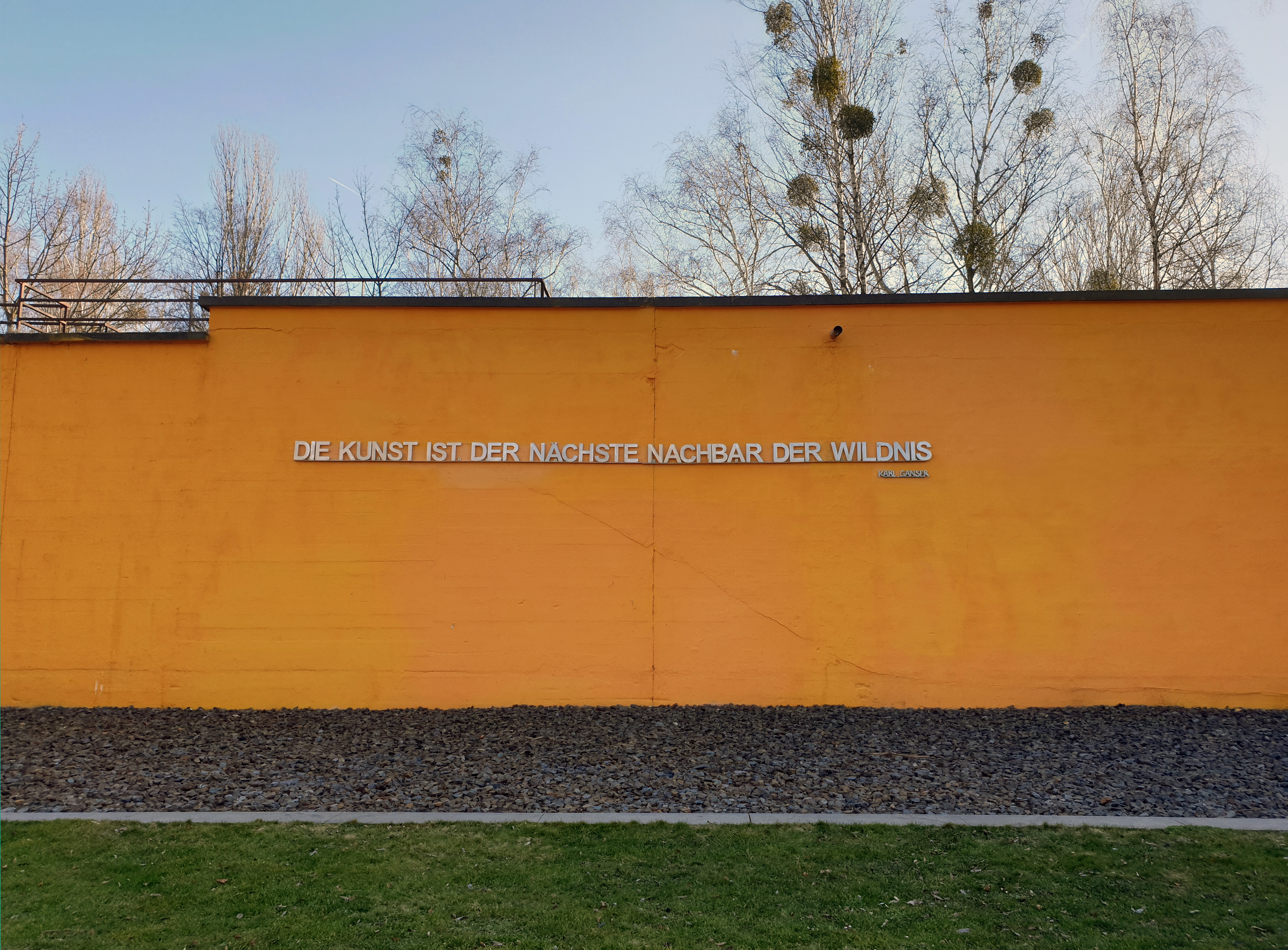
Widmung im Natur-Park Südgelände, in Berlin-Schöneberg (2019)

Karl Ganser (* 15. September 1937 in Mindelheim; † 21. April 2022 in Breitenthal) war ein deutscher Geograph, Stadtplaner und früherer Geschäftsführer der Internationalen Bauausstellung (IBA) Emscher Park.

## Leben und Wirken
Karl Ganser wurde als Sohn eines Landwirts geboren. Nach dem Studium der Chemie, Biologie und Geographie an der TU München wurde Ganser 1964 mit der Dissertation Eine sozialgeographische Gliederung der Stadt München nach Wahlergebnissen. Möglichkeiten einer sozialräumlichen Gliederung von Städten aufgrund der Verhaltensweisen der Bevölkerung bei politischen Wahlen promoviert und wurde im gleichen Jahr Assistent und Dozent am Geographischen Institut der TH München.
1967 wechselte Ganser als Projektleiter zum Stadtentwicklungsreferat der Landeshauptstadt München. 1970 habilitierte er sich, 1971 ging er als Leiter des Instituts für Landeskunde nach Bonn. Dieses führte er mit dem Institut für Raumordnung zur damaligen Bundesforschungsanstalt für Landeskunde und Raumordnung zusammen (heute Teil des Bundesamts für Bauwesen und Raumordnung), deren Leiter er bis 1980 blieb. Von 1980 bis 1989 war er Abteilungsleiter Städtebau im Ministerium für Landes- und Stadtentwicklung des Landes Nordrhein-Westfalen.
1989 übernahm Ganser bis 2000 den Posten des Geschäftsführers der IBA (Internationalen Bauausstellung Emscher Park). Als IBA-Geschäftsführer versuchte er besonders die Transformation der alten Industrieareale und die Wiedergewinnung der Landschaft im Emscherraum voranzutreiben. Dabei setzte er sich auch für den Erhalt von Industriedenkmälern ein und verhinderte den Abriss der Essener Zeche Zollverein, des Oberhausener Gasometers, der Jahrhunderthalle in Bochum, der Kokerei Hansa in Dortmund und des Stahlwerks in Duisburg-Meiderich (heute zentraler Teil des Landschaftsparks Duisburg-Nord). Gansers große Leistung war es, den Sauriern des Industriezeitalters neue Bedeutung zu geben und ungeahnte Nutzungen zu ermöglichen. Der größte Gasbehälter Europas wurde zu einer Ausstellungshalle gemacht und ein Hüttenwerk zum Landschaftspark erklärt.
Seit 1999 war Ganser im Ruhestand, aber weiterhin als Publizist, Gutachter und Mediator tätig, unter anderem wurde er als Vermittler im Streit um die Dresdner Waldschlößchenbrücke berufen. Ganser setzte sich während seiner gesamten Karriere besonders für den Erhalt von Denkmälern der Industriegeschichte ein, darunter des Gaswerks Augsburg, und für Stadterneuerungsprojekte. Dabei orientierte er sich auch an ökologischen Belangen. 2011 war Ganser beratend bei der Sanierung der Sayner Hütte in Bendorf am Mittelrhein tätig.

## Ehrungen und Auszeichnungen
1999 erhielt Ganser die Ehrendoktorwürde der Ruhr-Universität Bochum. Damit wurde besonders sein Einsatz als „einer der Architekten des neuen Ruhrgebietes“ gewürdigt. 2003 erhielt Ganser den Staatspreis des Landes Nordrhein-Westfalen. Weiterhin ist er seit 1995 Träger des Ehrentitels Bürger des Ruhrgebiets und wurde 1997 Ehrenmitglied im Bund Deutscher Architekten BDA. 2001 wurde ihm der Kulturgroschen des Deutschen Kulturrates verliehen, diesen nahm Ganser allerdings aus Protest gegen die Zerstörung des Industriedenkmals Vockerode nicht entgegen.
2007 erhielt Karl Ganser den Bayerischen Naturschutzpreis für sein jahrzehntelanges Engagement für Stadterneuerungsprojekte, den  Flächenschutz und die Belange des Natur- und Umweltschutzes; besonders Erwähnung fand seine Arbeit bei der Internationalen Bauausstellung Emscher Park von 1989 bis 1999, wo er nach dem Prinzip „Wandel ohne Wachstum“ eine Kreislaufwirtschaft im Flächen- und Energieverbrauch, im Gebäudebestand und in der Wasserwirtschaft in Gang setzte.

## Schriften (Auswahl)
- Industriekultur in Augsburg. Pioniere und Fabrikschlösser. Context Medien und Verlag, Augsburg 2010, ISBN 978-3-939645-26-9.
- Liebe auf den zweiten Blick. Internationale Bauausstellung Emscher Park 1999. Harenberg-Edition, Dortmund 1999, ISBN 3-611-00824-9.